# Моложава (Городнянский район)
Моложа́ва (укр. Моложава) — село,
Моложавский сельский совет,
Городнянский район,
Черниговская область,
Украина.
Код КОАТУУ — 7421486401. Население по переписи 2001 года составляло 123 человека .
Является административным центром Моложавского сельского совета, в который, кроме того, входят сёла 
Залесье,
Картовецкое,
Лютеж,
Минаевщина,
Невкля,
Перерост,
Студенец,
Черецкое и посёлок
Лозовое.

## Географическое положение
Село Моложава находится в большом лесном массиве урочище Васильковские Дачи
на расстоянии в 1,5 км от села Минаевщина и в 2,5 км от села Черецкое.

## История
- Село Моложава основано в начале XIX века.помещиком Моложавским, в честь которого и получило своё название.

## Объекты социальной сферы
- Школа I ст.
- Клуб.
- Фельдшерско-акушерский пункт.